# Хасаншин, Руслан Наильевич
Руслан Наильевич Хасаншин (род. 7 февраля 1985, Тольятти, Куйбышевская область) — российский хоккеист, нападающий.
Воспитанник тольяттинского хоккея. В сезоне 2000/01 дебютировал в первенстве России за вторую команду «Лады», в следующем сезоне сыграл три матча в Суперлиге. Продолжая выступать за «Ладу-2», в сезонах 2002/03 — 2003/04 играл за самарский ЦСК ВВС. Перед сезоном 2004/05 перешёл в петербургский СКА. Сезоны 2006/07 и 2007/08 провёл в ХК МВД. В мае 2008 перешёл в омский «Авангард», но проведя три матча за «Авангард-2» в первой лиге, в конце октября был отзаявлен. Перешёл в хабаровский «Амур», в сезоне 2009/10 вместе с Сергем Жуковым стал обладателем приза КХЛ «Джентльмен на льду». В июне 2010 года перешёл в «Металлург» Новокузнецк. В следующем сезоне из-за травм провёл только четыре матча и в декабре 2011 перешёл в клуб ВХЛ тюменский «Рубин». Сыграв также 4 матча, в мае вернулся в «Ладу».
В дальнейшем играл за команды «Нефтяник» Альметьевск (2013/14), «Арлан» Кокшетау, Казахстан (2014/15), «Южный Урал» (2014/15, 2019/20), «Саров» (2015/2016, 2016/17 — 2017/18), «Сокол» Красноярск (2016/17), «Буран» Воронеж (2018/19), «Олимп» Рига (2019/20).
Сыграл 8 матчей, забил 7 голов и отдал 6 передач за юниорскую сборную России.